# A.C.O.D.
A.C.O.D. (Brasil: Filhos do Divórcio ) é um filme de comédia dramática estadunidense de 2013 dirigido por Stu Zicherman, baseado no roteiro de Zicherman e Ben Karlin, e estrelado por Adam Scott, Amy Poehler, Jessica Alba e Jane Lynch. O nome do filme é uma abreviação de Adult Children of Divorce.
Teddy Schwarzman produziu o filme através de sua empresa de produção Black Bear Pictures. Outras estrelas incluem Richard Jenkins, Mary Elizabeth Winstead e Catherine O'Hara, com Ken Howard e Clark Duke em papéis coadjuvantes.
O filme foi lançado nos EUA em 4 de outubro de 2013. No Brasil foi lançado diretamente em vídeo[carece de fontes?].

## Sinopse
Um homem de conteúdo e bem sucedido decide revisitar um ex-conselheiro para fazer sentido do casamento do seu irmão e extremamente confuso divórcio de seus pais. Quando ele percebe que sua vida foi personificada em um livro sobre as crianças em um divórcio escrito por seu conselheiro medíocre, ele decide enfrentar a família sobre sua natureza disfuncional.[carece de fontes?]

## Elenco
- Adam Scott como Carter
- Richard Jenkins como Hugh, pai de Carter
- Catherine O'Hara como Melissa, mãe de Carter
- Mary Elizabeth Winstead como Lauren, namorada de Carter
- Clark Duke como Trey, irmão de Carter
- Jane Lynch como Dr. Lorraine Judith
- Amy Poehler como Sondra, madrasta de Carter
- Ken Howard como Gary, padrasto de Carter
- Valerie Tian como Keiko
- Jessica Alba como Michelle
- Adam Pally como Mark

Várias adições de elenco foram relatados em Deadline.com: Jenkins (7 de dezembro de 2011), Lynch (10 de fevereiro), Winstead (1 de março), Poehler (8 de março). Em 20 de março, Variety reportou que Howard e Duke estariam no elenco. A entrada de Pally foi relatada por Entertainment Weekly em 21 de março.

## Produção
Filmagens do filme começara em 12 de março de 2012 na região de Atlanta chamada Castleberry Hill. Ele fez algumas filmagens no Atlanta Botanical Garden. Cenas foram também gravadas em Decatur, no final do mês. No início de abril de filmagem havia ocorrido em Buckhead, perto do Lago Lanier,
Alba fizeram tatuagens temporárias de um trio de rosas em seu bíceps esquerdo e um arco em seu cóccix por seu papel no filme de uma artista com sede em Atlanta.

## Recepção
A.C.O.D. recebeu críticas mistas. Rotten Tomatoes relata que 50% dos críticos deram ao filme uma crítica positiva com base em 56 comentários, com uma pontuação média de 5.5/10. Consenso do site afirma: "Apesar de seu impressionante elenco e algumas observações afiadas, A.C.O.D. não é nem engraçado o suficiente nem comovente o suficiente para funcionar como uma potente comédia ou sátira incisiva." No Metacritic, que atribui uma avaliação normalizada em 100 com base nas avaliações dos críticos, o filme tem uma pontuação de 50 com base em 23 comentários, consideradas "críticas mistas ou médias".